# Øer i Wales
Dette er en liste over øer i Wales, hvis hovedland er en del af Storbritannien. Den indeholder også en liste over de største walisiske øer efter areal. Listen inkludere tidevandsøer som Sully Island men ikke steder som Shell Island der på trods af navnet egentlig et en halvø.

## Øer
| Navn                                       | Øgruppe/placering                                         |
| ------------------------------------------ | --------------------------------------------------------- |
| Anglesey (Ynys Môn)                        | Irske Hav                                                 |
| Bardsey Island (Ynys Enlli)                | Gwynedd                                                   |
| Barry Island (Ynys y Barri)                | Vale of Glamorgan (forbundet til hovedlandet i 1880'erne) |
| Burry Holms                                | Gower                                                     |
| Caldey Island (Ynys Bŷr)                   | Pembrokeshire                                             |
| Cardigan Island (Ynys Aberteifi)           | Ceredigion                                                |
| Carreg Onnen                               | Pembrokeshire                                             |
| Carreg Rhoson                              | Pembrokeshire                                             |
| Carreg yr Halen                            | Anglesey                                                  |
| Cei Ballast                                | Porthmadog (dannet af skibsballast)                       |
| Church Island (Ynys Dysilio)               | Anglesey                                                  |
| Cribinau (Ynys Cribinau)                   | Anglesey                                                  |
| Daufraich                                  | Pembrokeshire                                             |
| Denny Island (Ynys Denny)                  | Monmouthshire                                             |
| East Mouse (Ynys Amlwch)                   | Anglesey                                                  |
| Emsger                                     | Pembrokeshire                                             |
| Flat Holm (Ynys Echni)                     | Bristol Channel                                           |
| Gateholm                                   | Pembrokeshire (tidal island)                              |
| Grassholm (Gwales/Ynys Gwales)             | Pembrokeshire                                             |
| Holy Island (Ynys Gybi)                    | Anglesey                                                  |
| Maen Gwenonwy                              | Llyn Peninsula (tidal island)                             |
| Middle Head                                | Gower (tidevandsø)                                        |
| Middle Mouse (Ynys Badrig)                 | Anglesey                                                  |
| Middleholm (aka Midland Isle)              | Pembrokeshire                                             |
| Mumbles Head Island (Y Mwmbwls)            | Gower (tidal island)                                      |
| North Stack (Ynys Arw)                     | Anglesey                                                  |
| Puffin Island (Ynys Seiriol)               | Anglesey                                                  |
| Ramsey Island (Ynys Dewi)                  | Pembrokeshire                                             |
| St Catherine's Island (Ynys Catrin)        | Pembrokeshire                                             |
| St Margaret's Island (Ynys Farged)         | Pembrokeshire                                             |
| St Tudwal's Island East (Ynys Tudwal Fach) | St Tudwal's Islands                                       |
| St Tudwal's Island West (Ynys Tudwal Fawr) | St Tudwal's Islands                                       |
| Salt Island (Ynys yr Halen)                | Anglesey                                                  |
| Sheep Island (Ynys y defaid)               | Pembrokeshire (tidal island)                              |
| The Skerries (Ynysoedd y Moelrhoniaid)     | Anglesey                                                  |
| Skokholm (Ynys Sgoc-holm)                  | Pembrokeshire                                             |
| Skomer (Ynys Skomer)                       | Pembrokeshire                                             |
| South Stack (Ynys Lawd)                    | Anglesey                                                  |
| Sully Island                               | Vale of Glamorgan (tidal island)                          |
| Thorn Island                               | Pembrokeshire                                             |
| Tusker Rock (Ynys Twsgr)                   | Vale of Glamorgan                                         |
| West Mouse (Maen y Bugail)                 | Anglesey                                                  |
| Worms Head (Pen Pyrod)                     | Gower (tidevandsø)                                        |
| Ynys Benlas                                | Anglesey                                                  |
| Ynys Beri                                  | Pembrokeshire                                             |
| Ynys Cantwr                                | Pembrokeshire                                             |
| Ynys Castell                               | Anglesey                                                  |
| Ynys Dulas                                 | Anglesey                                                  |
| Ynys Eilun & Pont yr Eilun                 | Pembrokeshire                                             |
| Ynys Faelog                                | Anglesey                                                  |
| Ynys Feurig                                | Anglesey                                                  |
| Ynys Gaint                                 | Anglesey                                                  |
| Ynys Gifftan                               | Gwynedd (tidevandsø)                                      |
| Ynys Gored Goch                            | Anglesey                                                  |
| Ynys Gwelltog                              | Pembrokeshire                                             |
| Ynys Llanddwyn                             | Anglesey (tidevandsø)                                     |
| Ynys Lochtyn                               | Ceredigion                                                |
| Ynys Meicel                                | Pembrokeshire                                             |
| Ynys Moelfre                               | Anglesey                                                  |
| Ynys Onnen                                 | Pembrokeshire                                             |
| Ynys Welltog                               | Anglesey                                                  |
| Ynys y Bîg                                 | Anglesey                                                  |

## Største øer
|    | Ø               | Areal (sq mi) | Areal (km2) |
| -- | --------------- | ------------- | ----------- |
| 1  | Anglesey        | 260.37        | 674.36      |
| 2  | Holy Island     | 15.22         | 39.44       |
| 3  | Skomer          | 1.12          | 2.90        |
| 4  | Ramsey Island   | 0.99          | 2.58        |
| 5  | Caldey Island   | 0.84          | 2.18        |
| 6  | Bardsey Island  | 0.79          | 2.06        |
| 7  | Skokholm        | 0.41          | 1.06        |
| 8  | Flat Holm       | 0.21          | 0.33        |
| 9  | Ynys Llanddwyn  | 0.19          | 0.3         |
| 10 | Puffin Island   | 0.11          | 0.28        |
| 11 | Cardigan Island | 0.06          | 0.15        |

- Holy Island og Anglesey bliver ofte talt sammen, men der er reelt adskilt af en smal kanal.